# Juliette Fievet
Pour les articles homonymes, voir Fievet.
Juliette Fievet, née le 6 juillet 1978, est une journaliste et animatrice de radio et de télévision présentatrice de Légendes urbaines sur Radio France Internationale et France 24,.

## Biographie
Juliette Fievet est née le 6 juillet 1978 de parents inconnus. Adoptée toute petite, elle grandit dans un petit village situé à 15 kilomètres de Lille. En 1998, envisageant faire un BTS en Force de Vente, elle se rend compte que cela ne correspond pas à ses aspirations. Étant adepte de rap et de hip-hop, Juliette fait ses premiers pas dans l'univers musical à l’âge de 18 ans, dans la salle de concert lilloise «l'Aéronef» aux côtés de Manu Baron. Embauchée à l'Aéronef, elle travaille sur le festival "Pas de quartier", l'un des plus importants festivals de hip-hop d'Europe de l'époque. Elle se frotte alors aux artistes de renommée internationale tels que Wu Tang, les Pharcydes, NTM et IAM. 
Aussi, Juliette fait la promotion indépendante de rappeurs parisiens, dont le célèbre groupe 113. Elle explore tous les contours de l'industrie musicale en devenant manageur du collectif Boogotop et Expression Direkt, puis elle devient directrice artistique et label manager dans la maison de disque Next Music. Elle fut également la compagne du regretté Rudlion.
Juliette collabore alors avec de grands noms de la musique mondiale et africaine tels que Magic System, Ki Many Marley, Capleton, Bounty Killer, Sizzla, Sean Paul, Papa Wemba et Koffi Olomideentre autres.
Par la suite, Juliette Fievet crée sa propre entreprise nommée «Influence Music» qui s'occupe du développement, de la stratégie ou du management de plusieurs labels et artistes Français et internationaux tels que Brick&Lace, Lil John, Pit Bull, Tiwony...
Quelques années plus tard elle devient manager de Kery James.
Le 12 juillet 2025, elle est élevée au rang de chevalier de l'ordre de la pléiade. 

## Carrière

### À la radio
Juliette Fievet commence sa carrière à la radio en 2007 sur Tropique FM en animant l’émission Strickly the Best. Elle est ensuite journaliste et chroniqueuse sur France O, dans l'émission le "LabO" puis rejoint sur RFI, Couleurs tropicales de Claudy Siar. Du 29 août au 16 septembre 2016, Juliette se voit confier la présentation de ladite émission sur RFI, en remplacement de Claudy Siar absent. Depuis août 2018, elle crée son propre concept d'émission, qu'elle écrit et anime Légendes urbaines où elle reçoit des stars de la culture urbaine mondiale. Diffusé d'abord sur RFI puis France 24 en Bi-Media Légendes urbaines est à la fois une émission de télé et de radio que vous pouvez retrouver en intégralité sur leur chaîne YouTube.

### À la télévision
À la télévision, Juliette Fievet est d'abord aperçue sur France Ô, dans les émissions Le labO et «Le Claudy Show». Elle présente ensuite sur ladite chaîne, les « Hip hop live » avec Fred Musa,. Par ailleurs, Juliette intervient comme rédactrice en chef de l'émission « Island Africa Talent » dont elle anime les duplex du plateau. En 2019, elle fait son entrée à France 24 où elle présente depuis, l’émission Légendes urbaines ,.

## Prix et récompenses
- Prix honorifique de la meilleure journaliste pour l'émission «Légendes urbaines » aux African Talent Awards 2019[9]